# De Dietrich 30/35 PS
Der De Dietrich 30/35 PS ist ein Pkw-Modell. Hersteller war De Dietrich in Niederbronn im Elsass, das damals zum Deutschen Reich gehörte. Im englischen Sprachraum wird das Fahrzeug De Dietrich 30/45 PS genannt.

## Beschreibung
Der junge Ettore Bugatti hatte für De Dietrich bereits den Rennwagen De Dietrich 20 PS und den Pkw De Dietrich 24/28 PS entwickelt.
Im Dezember 1903 kam der 30/35 PS dazu. Er wurde auf dem Pariser Autosalon präsentiert. Bezogen auf die Konstruktion ähnelt er dem kleineren Pkw. Er hat ebenfalls einen Vierzylinder-Reihenmotor mit Wasserkühlung. Die Maße der Zylinder sind allerdings größer. 130 mm Bohrung und 140 mm Hub ergeben 7433 cm³ Hubraum. Der Motor ist mit 30 Steuer-PS eingestuft und leistet 35 PS. Er ist vorne längs im Fahrgestell eingebaut und treibt über zwei Ketten die Hinterräder an.
Die Kunden hatten die Wahl zwischen 240 cm und 285 cm Radstand. Die Spurweite lag zwischen 125 cm und 135 cm. Die angebotenen Karosserien sind nicht bekannt.
Das Fahrzeug wird auch Bugatti Type 4 genannt, weil es die vierte Entwicklung von Ettore Bugatti ist. Eine andere Quelle nennt das Fahrzeug einen 24-PS-Wagen, wobei unklar bleibt, ob sich das auf Cheval fiscal bezieht.
Anfang 1904 wurde Ettore von Eugène de Dietrich entlassen. Die von ihm entwickelten Fahrzeuge hatten nicht den gewünschten Markterfolg. Im gleichen Jahr endete die Produktion dieser Modelle. Insgesamt entstanden von den Dietrich-Bugatti, wie sie auch genannt wurden, je nach Quelle kaum 60 oder 64 Fahrzeuge. Der Anteil des 30/35 PS war aufgrund des kürzeren Verkaufszeitraums vermutlich geringer als der des 24/28 PS.